# خانه اصغر اسدی
خانه اصغر اسدی مربوط به دوره قاجار است و در شیراز، محله سرباغ، کوچه هفت پیچ، پلاک ۸ واقع شده و این اثر در تاریخ ۱۰ خرداد ۱۳۸۲ با شمارهٔ ثبت ۸۶۹۸ به‌عنوان یکی از آثار ملی ایران به ثبت رسیده است.